# نور تپه
نور تپه مربوط به عصر مس - عصر برنز III و I - هزاره اول قبل از میلاد است و در شهرستان تکاب، بخش مرکزی، دهستان افشار، روستای اوغول بیگ واقع شده و این اثر در تاریخ ۷ اسفند ۱۳۸۵ با شمارهٔ ثبت ۱۷۶۸۹ به‌عنوان یکی از آثار ملی ایران به ثبت رسیده است.